# Сара Мхонза
Сара Мхонза (сваті Sara Mkhonza, нар. в 1957 році) — свазілендська проамериканська письменниця. Була вимушена виїхати з країни в 2003 році під тиском короля Мсваті III, який звинуватив її в зраді Батьківщини та знущаннях над традиціями свазі.

## Біографія
Народилася в місті Сіпофанені в регіоні Лубомбо. Навчалась у середній школі міста Манзіні. Навчалась в університеті штату Іллінойс, та отримала докторський ступінь з англійської мови в університеті штату Мічиган. Серед її робіт роман «Максимілліан Болесва», удостоєний премії, «Біль Діви» (1988), «Що готує нам майбутнє» (1989), розповіді Ingcamu («Подорож в…», 1987), Idubukele (1988) та Khulumani Sive (2000).
У своїх розповідях письменниця розповідає про насильство по відношенню до жінок та інших несправедливостей в її рідному Свазіленді, що є однією з останніх абсолютних монархій.